# Ґостково (Островський повіт)
Ґостково (пол. Gostkowo) — село в Польщі, у гміні Шульбоже-Велькі Островського повіту Мазовецького воєводства.
Населення — 140 осіб (2011).
У 1975-1998 роках село належало до Ломжинського воєводства.

## Демографія
Демографічна структура станом на 31 березня 2011 року:
|          | Загалом | Допрацездатний вік | Працездатний вік | Постпрацездатний вік |
| -------- | ------- | ------------------ | ---------------- | -------------------- |
| Чоловіки | 70      | 16                 | 39               | 15                   |
| Жінки    | 70      | 15                 | 32               | 23                   |
| Разом    | 140     | 31                 | 71               | 38                   |